# オズワルド・チルトナー
オズワルド・チルトナー(Oswald Tschirtner、1920年5月24日 - 2007年5月20日)は、オーストリアのニーダーエスターライヒ州ペルヒトルツドルフ出身のアウトサイダー・アーティスト。O.T.という仮名で知られている。

## 人生
オズヴァルト・チルトナーはウィーンで叔母と神父の叔父に育てられ、非常に宗教的で、10歳から神学校に通った。彼は司祭を目指し1937年に大学の神学部に合格したが、ドイツ軍に徴兵された。彼はスターリングラードで戦い、その後、南フランスの捕虜収容所で過ごした。その試練に耐え兼ね、死刑に処される強迫観念から、次第に統合失調症を患うようになった。戦後、彼は宗教的な熱狂と暴力的な時期が交互に現れ、1946年、オーストリアに帰還。1947年精神科研究所に送られた。
1954年、彼はウィーン近郊のクロスターノイブルク病院に送られ、レオ・ナヴラティルや他の病院スタッフの監督の下、しぶしぶながらも絵を描き始めた。彼は線とディテールを選択的に使用することで、彼の作品に独自のアプローチを示している。彼の描く人物は、特に1980年代以降の彼のドローイングにおいて、非常に単純化されており、最小限の視覚的詳細の伝達を通じて描写の本質に到達している。
チルトナーは、1981年の開業以来、芸術家の家 (マリア・グギング)に住んでいた。オーストリアのマリア・グギングにあるクロスターノイブルク病院の敷地内にあり、芸術的才能を発揮する患者が非常に独立して生活し、彼らの創造的な仕事に取り組んでおり、1999年には、五十嵐久美子監督による院内10人のドキュメンタリー映画『遠足～Der Ausflug～』も公開された。
2007年、87歳でこの世を去る。

## 個展
- 1980年 ウィーン・ルートヴィヒ財団近代美術館(略称、MUMOK)

## 書籍
- illustration in "Bebende Herzen im Leibe der Hunde", München 1979